# وجدان یک محافظه‌کار
وجدان یک محافظه کار (به انگلیسی: The Conscience of a Conservative) کتابی نوشته بری گلدواتر سناتور جمهوری‌خواه (ایالات متحده آمریکا) از آیزونا می‌باشد که در سال ۱۹۶۰ به چاپ رسیده است.